# Čeští judisté na vrcholných sportovních akcích
Přehled českých a československých účastníků olympijských her, mistrovství světa a mistrovství Evropy v judu.

## Olympijské hry

### Muži
| Turnaj   | –68 kg | –80 kg | +80 kg | Bez rozdílu vah |
| -------- | ------ | ------ | ------ | --------------- |
| LOH 1964 | —      | —      | —      | —               |

| Turnaj   | –63 kg                                   | –70 kg                                   | –80 kg                                   | –93 kg                                   | +93 kg                                   | Bez rozdílu vah                          |
| -------- | ---------------------------------------- | ---------------------------------------- | ---------------------------------------- | ---------------------------------------- | ---------------------------------------- | ---------------------------------------- |
| LOH 1968 | judo nebylo na programu olympijských her | judo nebylo na programu olympijských her | judo nebylo na programu olympijských her | judo nebylo na programu olympijských her | judo nebylo na programu olympijských her | judo nebylo na programu olympijských her |
| LOH 1972 | —                                        | —                                        | Petr Jákl st.                            | —                                        | —                                        | Petr Jákl st.                            |
| LOH 1976 | —                                        | —                                        | —                                        | —                                        | Vladimír Novák                           | Vladimír Novák                           |

| Turnaj   | –60 kg             | –65 kg        | –71 kg | –78 kg         | –86 kg | –95 kg           | +95 kg          | Bez rozdílu vah |
| -------- | ------------------ | ------------- | ------ | -------------- | ------ | ---------------- | --------------- | --------------- |
| LOH 1980 | Pavel Petřikov st. | Jaroslav Kříž | —      | Vladimír Bárta | —      | Jaroslav Nikodým | Vladimír Kocman | —               |
| LOH 1984 | —                  | —             | —      | —              | —      | —                | —               | —               |

| Turnaj   | –60 kg             | –65 kg             | –71 kg        | –78 kg        | –86 kg         | –95 kg        | +95 kg        |
| -------- | ------------------ | ------------------ | ------------- | ------------- | -------------- | ------------- | ------------- |
| LOH 1988 | Petr Šedivák       | Pavel Petřikov st. | —             | —             | —              | Jiří Sosna    | —             |
| LOH 1992 | Petr Šedivák       | Pavel Petřikov st. | Josef Věnsek  | —             | —              | Jiří Sosna    | —             |
| LOH 1996 | Roman Nováček      | —                  | —             | —             | Petr Lacina    | —             | —             |
|          | –60 kg             | –66 kg             | –73 kg        | –81 kg        | –90 kg         | –100 kg       | +100 kg       |
| LOH 2000 | —                  | —                  | —             | —             | —              | —             | Petr Jákl ml. |
| LOH 2004 | —                  | —                  | —             | —             | —              | —             | —             |
| LOH 2008 | Pavel Petřikov ml. | —                  | Jaromír Ježek | —             | —              | —             | —             |
| LOH 2012 | —                  | —                  | Jaromír Ježek | Jaromír Musil | —              | Lukáš Krpálek | —             |
| LOH 2016 | Pavel Petřikov ml. | —                  | Jaromír Ježek | —             | —              | Lukáš Krpálek | —             |
| LOH 2020 | —                  | —                  | —             | —             | David Klammert | —             | Lukáš Krpálek |

### Ženy
| Turnaj   | –48 kg | –52 kg | –56 kg             | –61 kg                     | –66 kg           | –72 kg | +72 kg |
| -------- | ------ | ------ | ------------------ | -------------------------- | ---------------- | ------ | ------ |
| LOH 1992 | —      | —      | —                  | Miroslava Jánošíková (SVK) | —                | —      | —      |
| LOH 1996 | —      | —      | —                  | Michaela Vernerová         | Radka Štusáková  | —      | —      |
|          | –48 kg | –52 kg | –57 kg             | –63 kg                     | –70 kg           | –78 kg | +78 kg |
| LOH 2000 | —      | —      | Michaela Vernerová | —                          | Andrea Pažoutová | —      | —      |
| LOH 2004 | —      | —      | —                  | —                          | Andrea Pažoutová | —      | —      |
| LOH 2008 | —      | —      | —                  | —                          | —                | —      | —      |
| LOH 2012 | —      | —      | —                  | —                          | —                | —      | —      |
| LOH 2016 | —      | —      | —                  | —                          | —                | —      | —      |
| LOH 2020 | —      | —      | —                  | —                          | —                | —      | —      |

## Mistrovství světa

### Muži
| Turnaj  | –68 kg        | –80 kg | +80 kg | Bez rozdílu vah |
| ------- | ------------- | ------ | ------ | --------------- |
| MS 1956 | ×             | ×      | ×      | —               |
| MS 1958 | ×             | ×      | ×      | —               |
| MS 1961 | ×             | ×      | ×      | —               |
| MS 1965 | Michal Vachun | —      | —      | —               |

| Turnaj  | –63 kg        | –70 kg         | –80 kg        | –93 kg | +93 kg         | Bez rozdílu vah |
| ------- | ------------- | -------------- | ------------- | ------ | -------------- | --------------- |
| MS 1967 | —             | —              | —             | —      | —              | —               |
| MS 1969 | —             | —              | —             | —      | —              | —               |
| MS 1971 | —             | Pavel Řezníček | —             | —      | —              | —               |
| MS 1973 | —             | —              | Petr Jákl st. | —      | Miloš Kováčik  | Miloš Kováčik   |
| MS 1975 |               | Stanislav Tůma |               |        | Vladimír Novák | Vladimír Novák  |
| MS 1975 | Miloš Kováčik | Stanislav Tůma | Miloš Kováčik |        |                |                 |

| Turnaj  | –60 kg             | –65 kg             | –71 kg         | –78 kg            | –86 kg        | –95 kg           | +95 kg          | Bez rozdílu vah  |
| ------- | ------------------ | ------------------ | -------------- | ----------------- | ------------- | ---------------- | --------------- | ---------------- |
| MS 1977 | zrušeno            | zrušeno            | zrušeno        | zrušeno           | zrušeno       | zrušeno          | zrušeno         | zrušeno          |
| MS 1979 | —                  | Jaroslav Kříž      | —              | Vladimír Bárta    | —             | Jaroslav Nikodým | —               | Jaroslav Nikodým |
| MS 1981 | Pavel Petřikov st. | —                  | —              | Roman Novotný     | —             | —                | Vladimír Kocman | Vladimír Kocman  |
| MS 1983 | Pavel Petřikov st. | Jaroslav Kříž      | Stanislav Tůma | —                 | Karel Purkert | —                | Vladimír Kocman | Vladimír Kocman  |
| MS 1985 | Pavel Petřikov st. | —                  | —              | —                 | —             | Jiří Sosna       | Vladimír Kocman | Jiří Sosna       |
| MS 1987 | Petr Šedivák       | Pavel Petřikov st. | —              | —                 | —             | Jiří Sosna       | —               | Jiří Sosna       |
| MS 1989 | Petr Šedivák       | Pavel Petřikov st. | —              | Roman Chynoranský | Roman Karger  | Jiří Sosna       | —               | Jiří Sosna       |
| MS 1991 | Petr Šedivák       | Pavel Petřikov st. | Josef Věnsek   | —                 | —             | Jiří Sosna       | Milan Řezáč     | Milan Řezáč      |
| MS 1993 | Roman Nováček      | —                  | Josef Věnsek   | Peter Babjak      | —             | —                | —               | —                |
| MS 1995 | Roman Nováček      | —                  | Josef Věnsek   | Milan Saksa       | —             | Petr Jákl ml.    | —               | —                |
| MS 1997 | Robert Vaňous      | —                  | Josef Věnsek   | —                 | —             | Petr Jákl ml.    | —               | Petr Jákl ml.    |
|         | –60 kg             | –66 kg             | –73 kg         | –81 kg            | –90 kg        | –100 kg          | +100 kg         | Bez rozdílu vah  |
| MS 1999 | Libor Švec         | —                  | Josef Věnsek   | —                 | —             | —                | Petr Jákl ml.   | Petr Jákl ml.    |
| MS 2001 | —                  | —                  | Lukáš Hort     | Jiří Pokorný      | —             | —                | —               | —                |
| MS 2003 | —                  | —                  | —              | —                 | Libor Hrubý   | Tomáš Kobza      | —               | Tomáš Kobza      |
| MS 2005 | —                  | —                  | —              | Jiří Pokorný      | —             | —                | —               | —                |
| MS 2007 | Pavel Petřikov ml. | David Dubský       | Jaromír Ježek  | —                 | —             | —                | —               | —                |

| Turnaj  | –60 kg             | –66 kg             | –73 kg             | –81 kg        | –90 kg           | –100 kg       | +100 kg       |
| ------- | ------------------ | ------------------ | ------------------ | ------------- | ---------------- | ------------- | ------------- |
| MS 2009 | Pavel Petřikov ml. | David Dubský       | —                  | Jaromír Ježek | —                | Lukáš Krpálek | —             |
| MS 2010 | Pavel Petřikov ml. | —                  | Jaromír Ježek      | —             | —                | Lukáš Krpálek | —             |
| MS 2011 | Pavel Petřikov ml. | David Dubský       | Jaromír Ježek      | Jaromír Musil | —                | Lukáš Krpálek | —             |
| MS 2013 | Pavel Petřikov ml. | —                  | Václav Sedmidubský | Jaromír Musil | Alexandr Jurečka | Lukáš Krpálek | —             |
| MS 2013 | Pavel Petřikov ml. | —                  | Václav Sedmidubský | Jaromír Ježek | Alexandr Jurečka | Michal Horák  | —             |
| MS 2014 | Pavel Petřikov ml. | —                  | Jaromír Ježek      | Jaromír Musil | —                | Lukáš Krpálek | Michal Horák  |
| MS 2014 | David Pulkrábek    | —                  | Jakub Ječmínek     | Jaromír Musil | —                | Lukáš Krpálek | Michal Horák  |
| MS 2015 | Pavel Petřikov ml. | —                  | Jaromír Ježek      | Jaromír Musil | Alexandr Jurečka | Lukáš Krpálek | Michal Horák  |
| MS 2015 | Pavel Petřikov ml. | —                  | Jakub Ječmínek     | Jaromír Musil | Alexandr Jurečka | Lukáš Krpálek | Michal Horák  |
| MS 2017 | Pavel Petřikov ml. | —                  | Jaromír Ježek      | Ivan Petr     | David Klammert   | —             | —             |
| MS 2017 | David Pulkrábek    | —                  | Jakub Ječmínek     | Ivan Petr     | David Klammert   | —             | —             |
| MS 2018 | David Pulkrábek    | Pavel Petřikov ml. | Jakub Ječmínek     | Jaromír Musil | David Klammert   | Michal Horák  | Lukáš Krpálek |
| MS 2018 | David Pulkrábek    | Pavel Petřikov ml. | Jakub Ječmínek     | Ivan Petr     | Jiří Petr        | Michal Horák  | Lukáš Krpálek |
| MS 2019 | David Pulkrábek    | Pavel Petřikov ml. | Jakub Ječmínek     | —             | David Klammert   | —             | Lukáš Krpálek |
| MS 2019 | David Pulkrábek    | Pavel Petřikov ml. | Jakub Ječmínek     | —             | Jiří Petr        | —             | Lukáš Krpálek |
| MS 2021 | David Pulkrábek    | —                  | Jakub Ječmínek     | Jaromír Musil | David Klammert   | —             | —             |
| MS 2021 | David Pulkrábek    | —                  | Jakub Ječmínek     | Adam Kopecký  | Jiří Petr        | —             | —             |

### Ženy
| Turnaj  | –48 kg | –52 kg               | –56 kg                     | –61 kg             | –66 kg           | –72 kg            | +72 kg       | Bez rozdílu vah |
| ------- | ------ | -------------------- | -------------------------- | ------------------ | ---------------- | ----------------- | ------------ | --------------- |
| MS 1980 | —      | —                    | —                          | —                  | —                | —                 | —            | —               |
| MS 1982 | —      | —                    | —                          | —                  | —                | —                 | —            | —               |
| MS 1984 | —      | Elena Zemanová (SVK) | Margita Kováčová           | Lenka Šindlerová   | Renata Měřínská  | —                 | Jana Faksová | Jana Faksová    |
| MS 1986 | —      | —                    | —                          | —                  | —                | —                 | —            | —               |
| MS 1987 | —      | —                    | —                          | Lenka Šindlerová   | —                | —                 | —            | —               |
| MS 1989 | —      | —                    | Miroslava Jánošíková (SVK) | Lenka Šindlerová   | —                | Lenka Kučírková   | —            | —               |
| MS 1991 | —      | —                    | Miroslava Jánošíková (SVK) | Lenka Šindlerová   | Radka Štusáková  | —                 | —            | —               |
| MS 1993 | —      | —                    | —                          | Michaela Vernerová | Radka Štusáková  | —                 | —            | —               |
| MS 1995 | —      | —                    | Pavlína Pěchovičová        | Michaela Vernerová | Radka Štusáková  | Renáta Groborzová | —            | —               |
| MS 1997 | —      | —                    | —                          | Michaela Vernerová | Radka Štusáková  | —                 | —            | —               |
|         | –48 kg | –52 kg               | –57 kg                     | –63 kg             | –70 kg           | –78 kg            | +78 kg       | Bez rozdílu vah |
| MS 1999 | —      | —                    | Michaela Vernerová         | Danuše Zdeňková    | Andrea Pažoutová | —                 | —            | —               |
| MS 2001 | —      | —                    | Michaela Vernerová         | Danuše Zdeňková    | Andrea Pažoutová | —                 | —            | —               |
| MS 2003 | —      | —                    | —                          | Danuše Zdeňková    | Andrea Pažoutová | —                 | —            | —               |
| MS 2005 | —      | —                    | —                          | —                  | —                | —                 | —            | —               |
| MS 2007 | —      | —                    | —                          | —                  | —                | Alena Eiglová     | —            | —               |

| Turnaj  | –48 kg | –52 kg       | –57 kg        | –63 kg | –70 kg | –78 kg           | +78 kg            |
| ------- | ------ | ------------ | ------------- | ------ | ------ | ---------------- | ----------------- |
| MS 2009 | —      | —            | —             | —      | —      | Alena Eiglová    | —                 |
| MS 2010 | —      | Lucie Chytrá | —             | —      | —      | —                | —                 |
| MS 2011 | —      | Lucie Chytrá | —             | —      | —      | —                | —                 |
| MS 2013 | —      | —            | —             | —      | —      | —                | —                 |
| MS 2014 | —      | —            | —             | —      | —      | —                | —                 |
| MS 2015 | —      | —            | —             | —      | —      | —                | —                 |
| MS 2017 | —      | —            | —             | —      | —      | —                | —                 |
| MS 2018 | —      | —            | —             | —      | —      | Alice Matějčková | —                 |
| MS 2019 | —      | —            | —             | —      | —      | —                | Markéta Paulusová |
| MS 2021 | —      | —            | Věra Zemanová | —      | —      | Alice Matějčková | —                 |

## Mistrovství Evropy

### Muži
| Turnaj    | 1. Dan          | 2. Dan         | 3. Dan           | 4. Dan |
| --------- | --------------- | -------------- | ---------------- | ------ |
| MEts 1954 | Čeněk Švejda    | Aleš Adamec    | Alexandr Tompich | —      |
| MEts 1954 | Karel Vítek     | Aleš Adamec    | Alexandr Tompich | —      |
| MEts 1955 | Stanislav Licek | Aleš Adamec    | Alexandr Tompich | —      |
| MEts 1955 | Jaroslav Polák  | Zděnek Písařík | Alexandr Tompich | —      |
| MEts 1957 | Leopold Pišín   | Jiří Mašín     | Jiří Synek       | —      |
| MEts 1957 | —               | —              | Jaroslav Vlasák  | —      |
| MEts 1958 | —               | —              | —                | —      |
| MEts 1959 | ?               | ?              | ?                | ?      |
| MEts 1959 | ?               | ?              | ?                | ?      |
| MEts 1960 | ?               | ?              | ?                | ?      |
| MEts 1960 | ?               | ?              | ?                | ?      |
| MEts 1961 | Josef Novotný   | ?              | ?                | ?      |
| MEts 1961 | ?               | ?              | ?                | ?      |
| MEts 1962 | ?               | ?              | ?                | ?      |
| MEts 1962 | ?               | ?              | ?                | ?      |

| Turnaj  | –68 kg              | –80 kg            | +80 kg              | Bez rozdílu vah |
| ------- | ------------------- | ----------------- | ------------------- | --------------- |
| ME 1954 | Alexandr Tompich    | Čeněk Švejda      | Zděnek Písařík      | Zděnek Písařík  |
| ME 1954 | Alexandr Tompich    | Čeněk Švejda      | Karel Vítek         | Aleš Adamec     |
| ME 1955 | ×                   | ×                 | ×                   | Zděnek Písařík  |
| ME 1955 | ×                   | ×                 | ×                   | Aleš Adamec     |
| ME 1957 | František Krčmář    | Leopold Pišín     | Jiří Mašín          | Jaroslav Polák  |
| ME 1957 | Jiří Synek          | Jaroslav Vlasák   | Jaroslav Polák      | —               |
| ME 1958 | —                   | —                 | —                   | —               |
| ME 1959 | Štěpán Bouda        | Jaroslav Polák    | Josef Novotný       | Josef Novotný   |
| ME 1959 | ?                   | ?                 | ?                   | Jindřich Kaděra |
| ME 1960 | Jaroslav Klenot     | Jaroslav Polák    | Jindřich Kaděra     | ?               |
| ME 1960 | Leopold Pišín       | František Jelen   | Josef Novotný       | ?               |
| ME 1961 | Svatopluk Fröde     | Jaroslav Polák    | Josef Novotný       | ?               |
| ME 1961 | František Kuna      | František Jelen   | Jindřich Kaděra     | ?               |
| ME 1962 | František Kuna (A)  | Petr Jákl st. (A) | Josef Novotný (A)   | ?               |
| ME 1962 | ?                   | Ludvík Wolf (A)   | Jaroslav Polák (A)  | ?               |
| ME 1962 | ?                   | ?                 | ?                   | ?               |
| ME 1962 | ?                   | ?                 | ?                   | ?               |
| ME 1963 | Jaroslav Klenot (A) | Petr Jákl st. (A) | Jindřich Kaděra (A) | ?               |
| ME 1963 | ?                   | ?                 | ?                   | ?               |
| ME 1963 | ?                   | ?                 | ?                   | ?               |
| ME 1963 | ?                   | ?                 | ?                   | ?               |
| ME 1964 | Svatopluk Fröde     | Petr Jákl st.     | Jindřich Kaděra     | ?               |
| ME 1964 | Michal Vachun       | Ludvík Wolf       | Jaroslav Polák      | ?               |
| ME 1964 | ?                   | Klaban?           | Josef Novotný       | ?               |
| ME 1964 | ?                   | ?                 | ?                   | ?               |

| Turnaj  | –63 kg                    | –70 kg          | –80 kg            | –93 kg         | +93 kg         | Bez rozdílu vah   |
| ------- | ------------------------- | --------------- | ----------------- | -------------- | -------------- | ----------------- |
| ME 1965 | ?                         | Michal Vachun   | Petr Jákl st.     | Ludvík Wolf    | ?              | ?                 |
| ME 1965 | ?                         | ?               | ?                 | ?              | ?              | ?                 |
| ME 1965 | ?                         | ?               | ?                 | ?              | ?              | ?                 |
| ME 1965 | ?                         | ?               | ?                 | ?              | ?              | ?                 |
| ME 1966 | ?                         | ?               | ?                 | ?              | ?              | ?                 |
| ME 1966 | ?                         | ?               | ?                 | ?              | ?              | ?                 |
| ME 1967 | Jan Stankovič             | Michal Vachun   | Petr Jákl st.     | Václav Šístek  | —              | ?                 |
| ME 1967 | —                         | Svatopluk Fröde | Václav Trojánek   | —              | —              | ?                 |
| ME 1968 | Jiří Šimsa                | Michal Vachun   | Jaroslav Kondělka | Václav Šístek  | —              | Jaroslav Kondělka |
| ME 1968 | —                         | Pavel Řezníček  | —                 | Ludvík Wolf    | —              | —                 |
| ME 1969 | Miroslav Ralenovský (SVK) | Michal Vachun   | Petr Jákl st.     | Václav Šístek  | ?              | Petr Jákl st.     |
| ME 1969 | ?                         | ?               | ?                 | Vladimír Novák | ?              | ?                 |
| ME 1970 | Vladimír Procházka        | Michal Vachun   | Petr Jákl st.     | Miloš Kováčik  | Václav Šístek  | ?                 |
| ME 1970 | Jiří Hubalovský           | Pavel Řezníček  | Antonín Kluz      | Viktor Kaloč   | Vladimír Novák | ?                 |
| ME 1971 | Vladimír Procházka        | Pavel Řezníček  | Petr Jákl st.     | Vladimír Novák | —              | —                 |
| ME 1972 | Vladimír Procházka        | Michal Vachun   | Petr Jákl st.     | Vladimír Novák | —              | ?                 |
| ME 1972 | Vladimír Procházka        | Michal Vachun   | Antonín Kluz      | Václav Šístek  | —              | ?                 |
| ME 1973 | Jiří Hubálovský           | Pavel Vaněk     | Petr Jákl st.     | Vladimír Novák | Miloš Kováčik  | ?                 |
| ME 1974 | —                         | Stanislav Tůma  | Petr Košťál       | Václav Šístek  | Vladimír Novák | Vladimír Novák    |
| ME 1974 | —                         | Pavel Vaněk     | Petr Košťál       | Václav Šístek  | Vladimír Novák | Václav Šístek     |
| ME 1975 | Jiří Hubálovský           | —               | Petr Košťál       | —              | Vladimír Novák | Vladimír Novák    |
| ME 1976 | Jaroslav Kříž             | Jiří Dolejš     | Jaroslav Švec I   | Karel Lacina   | Vladimír Novák | Vladimír Novák    |
| ME 1976 | Jaroslav Kříž             | Jiří Dolejš     | Jaroslav Švec I   | Karel Lacina   | Miloš Kováčik  | Vladimír Novák    |

| Turnaj  | –60 kg             | –65 kg             | –71 kg             | –78 kg              | –86 kg         | –95 kg           | +95 kg          | Bez rozdílu vah   |
| ------- | ------------------ | ------------------ | ------------------ | ------------------- | -------------- | ---------------- | --------------- | ----------------- |
| ME 1977 | —                  | Jaroslav Kříž      | —                  | Vladimír Bárta      | —              | —                | Vladimír Kocman | Vladimír Kocman   |
| ME 1978 | —                  | Jaroslav Kříž      | Stanislav Tůma     | Vladimír Bárta      | —              | Jaroslav Nikodým | Vladimír Novák  | Vladimír Novák    |
| ME 1979 | Pavel Petřikov st. | Jaroslav Kříž      | Stanislav Tůma     | Vladimír Bárta      | —              | Jaroslav Nikodým | Vladimír Novák  | Vladimír Novák    |
| ME 1980 | —                  | Jaroslav Kříž      | —                  | Vladimír Bárta      | —              | Jaroslav Nikodým | Vladimír Kocman | Vladimír Kocman   |
| ME 1981 | Pavel Petřikov st. | Jaroslav Kříž      | Stanislav Tůma     | Roman Novotný       | —              | Jaroslav Nikodým | Vladimír Kocman | Vladimír Kocman   |
| ME 1982 | Pavel Petřikov st. | Petr Šedivák       | Stanislav Tůma     | Roman Novotný       | Jiří Sosna     | Jaromír Lauer    | Vladimír Kocman | Vladimír Kocman   |
| ME 1983 | Pavel Petřikov st. | Jaroslav Kříž      | Stanislav Tůma     | —                   | Jiří Sosna     | Jaromír Lauer    | Vladimír Kocman | Vladimír Kocman   |
| ME 1984 | Pavel Petřikov st. | Jaroslav Kříž      | Karel Ulčník       | Vladimír Bárta      | Karel Purkert  | Jiří Sosna       | Vladimír Kocman | Vladimír Kocman   |
| ME 1985 | Pavel Petřikov st. | Vilém Šefl         | —                  | Bronislav Mareček   | Karel Purkert  | Jiří Sosna       | Vladimír Kocman | Vladimír Kocman   |
| ME 1986 | Pavel Petřikov st. | Vilém Šefl         | Jaroslav Slabý ml. | —                   | —              | Jiří Sosna       | Ivan Furák      | Ivan Furák        |
| ME 1987 | —                  | Pavel Petřikov st. | Jaroslav Slabý ml. | Martin Báča         | Karel Purkert  | Jiří Sosna       | Ivan Furák      | Jiří Sosna        |
| ME 1988 | Petr Šedivák       | Pavel Petřikov st. | —                  | —                   | Roman Karger   | Jiří Sosna       | Ivan Furák      | Ivan Furák        |
| ME 1989 | Petr Šedivák       | Pavel Petřikov st. | —                  | Roman Chynoranský   | —              | Jiří Sosna       | —               | —                 |
| ME 1990 | Petr Šedivák       | Pavel Petřikov st. | Josef Věnsek       | Roman Chynoranský   | Roman Karger   | —                | —               | —                 |
| ME 1991 | Petr Šedivák       | Roman Nováček      | Josef Věnsek       | Vincent Riňák (SVK) | Roman Karger   | Jiří Sosna       | Milan Řezáč     | Milan Řezáč       |
| ME 1992 | —                  | —                  | Josef Věnsek       | Roman Chynoranský   | Roman Karger   | Jiří Sosna       | —               | Semir Pepic (SVK) |
| ME 1993 | Roman Nováček      | —                  | Josef Věnsek       | Peter Babjak        | —              | —                | —               | —                 |
| ME 1994 | Roman Nováček      | Lubomír Bura       | Josef Věnsek       | Peter Babjak        | Martin Kroužek | Petr Jákl ml.    | Jiří Kölbl      | Jiří Kölbl        |
| ME 1995 | Roman Nováček      | —                  | Petr Drahota       | Peter Babjak        | —              | Petr Jákl ml.    | Jiří Kölbl      | Jiří Kölbl        |
| ME 1996 | Roman Nováček      | —                  | Josef Věnsek       | —                   | Petr Lacina    | Petr Jákl ml.    | —               | —                 |
| ME 1997 | Robert Vaňous      | —                  | Roman Šimsa        | —                   | Petr Lacina    | Petr Jákl ml.    | —               | Petr Jákl ml.     |
|         | –60 kg             | –66 kg             | –73 kg             | –81 kg              | –90 kg         | –100 kg          | +100 kg         | Bez rozdílu vah   |
| ME 1998 | Robert Vaňous      | —                  | Josef Věnsek       | —                   | —              | Petr Jákl ml.    | —               | —                 |
| ME 1999 | Libor Švec         | —                  | Josef Věnsek       | Jaroslav Švec       | —              | —                | —               | —                 |
| ME 2000 | —                  | —                  | Josef Věnsek       | Jaroslav Švec       | Libor Hrubý    | —                | Petr Jákl ml.   | —                 |
| ME 2001 | Libor Švec         | —                  | Lukáš Hort         | Jaroslav Švec       | Libor Hrubý    | —                | —               | —                 |
| ME 2002 | Libor Švec         | —                  | Lukáš Hort         | Jiří Pokorný        | —              | —                | —               | —                 |
| ME 2003 | —                  | Jiří Vaněk         | Tomáš Mužík        | Jiří Pokorný        | Libor Hrubý    | Tomáš Kobza      | —               | —                 |

| Turnaj          | –60 kg             | –66 kg             | –73 kg             | –81 kg        | –90 kg           | –100 kg       | +100 kg       |
| --------------- | ------------------ | ------------------ | ------------------ | ------------- | ---------------- | ------------- | ------------- |
| ME 2004         | Libor Švec         | Jiří Vaněk         | Tomáš Mužík        | Jiří Pokorný  | —                | Tomáš Kobza   | —             |
| ME 2005         | Libor Švec         | —                  | Tomáš Veselý       | Jiří Pokorný  | —                | —             | —             |
| ME 2006         | Pavel Petřikov ml. | Jiří Vaněk         | Jaromír Ježek      | Jiří Pokorný  | —                | —             | —             |
| ME 2007         | Pavel Petřikov ml. | —                  | Tomáš Veselý       | Jiří Pokorný  | —                | —             | —             |
| ME 2008         | Pavel Petřikov ml. | David Dubský       | Jaromír Ježek      | Jiří Pokorný  | —                | —             | —             |
| ME 2009         | Pavel Petřikov ml. | —                  | —                  | —             | —                | —             | —             |
| ME 2010         | Pavel Petřikov ml. | —                  | Jaromír Ježek      | Jaromír Musil | Michal Krpálek   | Lukáš Krpálek | —             |
| ME 2011         | Pavel Petřikov ml. | —                  | Jaromír Ježek      | Jaromír Musil | —                | Lukáš Krpálek | —             |
| ME 2012         | Pavel Petřikov ml. | —                  | Jaromír Ježek      | Jaromír Musil | Alexandr Jurečka | Lukáš Krpálek | —             |
| ME 2012         | Pavel Petřikov ml. | —                  | Jaromír Ježek      | Jaromír Musil | Michal Horák     | Lukáš Krpálek | —             |
| ME 2013         | Pavel Petřikov ml. | —                  | —                  | Jaromír Musil | Alexandr Jurečka | Lukáš Krpálek | —             |
| ME 2013         | David Pulkrábek    | —                  | —                  | Jaromír Ježek | Alexandr Jurečka | Michal Horák  | —             |
| ME 2014         | Pavel Petřikov ml. | —                  | Václav Sedmidubský | Jaromír Musil | —                | Lukáš Krpálek | —             |
| ME 2014         | David Pulkrábek    | —                  | Jakub Ječmínek     | Jaromír Musil | —                | Lukáš Krpálek | —             |
| EH 2015 ME 2015 | Pavel Petřikov ml. | —                  | Jaromír Ježek      | Jaromír Musil | Alexandr Jurečka | Lukáš Krpálek | Michal Horák  |
| EH 2015 ME 2015 | Pavel Petřikov ml. | —                  | Jakub Ječmínek     | Jaromír Musil | David Klammert   | Lukáš Krpálek | Michal Horák  |
| ME 2016         | Pavel Petřikov ml. | —                  | Jaromír Ježek      | Jaromír Musil | David Klammert   | Lukáš Krpálek | Michal Horák  |
| ME 2016         | Pavel Petřikov ml. | —                  | Jakub Ječmínek     | Ivan Petr     | David Klammert   | Lukáš Krpálek | Michal Horák  |
| ME 2017         | David Pulkrábek    | —                  | Jakub Ječmínek     | Ivan Petr     | David Klammert   | —             | Lukáš Krpálek |
| ME 2018         | Pavel Petřikov ml. | —                  | —                  | Jaromír Musil | David Klammert   | —             | Lukáš Krpálek |
| ME 2018         | Pavel Petřikov ml. | —                  | —                  | Jaromír Musil | Jiří Petr        | —             | Lukáš Krpálek |
| EH 2019 ME 2019 | David Pulkrábek    | Pavel Petřikov ml. | —                  | Jaromír Musil | David Klammert   | Michal Horák  | Lukáš Krpálek |
| EH 2019 ME 2019 | David Pulkrábek    | Pavel Petřikov ml. | —                  | Ivan Petr     | David Klammert   | Michal Horák  | Lukáš Krpálek |
| ME 2020         | David Pulkrábek    | Pavel Petřikov ml. | Jakub Ječmínek     | Jaromír Musil | David Klammert   | —             | Lukáš Krpálek |
| ME 2020         | David Pulkrábek    | Pavel Petřikov ml. | Daniel Pochop      | Adam Kopecký  | Jiří Petr        | —             | Lukáš Krpálek |
| ME 2021         | David Pulkrábek    | —                  | —                  | Jaromír Musil | David Klammert   | —             | Lukáš Krpálek |
| ME 2021         | David Pulkrábek    | —                  | —                  | Adam Kopecký  | David Klammert   | —             | Lukáš Krpálek |

### Ženy
| Turnaj  | –48 kg               | –52 kg            | –56 kg                     | –61 kg                     | –66 kg             | –72 kg              | +72 kg         | Bez rozdílu vah        |
| ------- | -------------------- | ----------------- | -------------------------- | -------------------------- | ------------------ | ------------------- | -------------- | ---------------------- |
| ME 1975 | —                    | —                 | —                          | —                          | —                  | —                   | —              | —                      |
| ME 1976 | —                    | —                 | —                          | —                          | Renata Vondrášková | —                   | —              | —                      |
| ME 1977 | —                    | —                 | —                          | —                          | —                  | —                   | —              | —                      |
| ME 1978 | —                    | —                 | —                          | —                          | —                  | —                   | —              | —                      |
| ME 1979 | —                    | —                 | —                          | —                          | —                  | —                   | —              | —                      |
| ME 1980 | —                    | —                 | —                          | —                          | —                  | —                   | —              | —                      |
| ME 1981 | —                    | —                 | —                          | —                          | —                  | —                   | —              | —                      |
| ME 1982 | —                    | —                 | —                          | —                          | —                  | —                   | —              | —                      |
| ME 1983 | —                    | —                 | —                          | —                          | —                  | —                   | —              | —                      |
| ME 1984 | —                    | —                 | —                          | —                          | —                  | —                   | —              | —                      |
| ME 1985 | —                    | —                 | —                          | —                          | —                  | —                   | —              | —                      |
| ME 1986 | —                    | —                 | —                          | Lenka Šindlerová           | Renata Měřínská    | —                   | —              | Lenka Šindlerová       |
| ME 1987 | —                    | —                 | —                          | —                          | —                  | —                   | —              | —                      |
| ME 1988 | —                    | —                 | —                          | Lenka Šindlerová           | —                  | —                   | —              | —                      |
| ME 1989 | —                    | —                 | Miroslava Jánošíková (SVK) | Lenka Šindlerová           | —                  | —                   | —              | —                      |
| ME 1990 | —                    | Jana Wojtowiczová | Miroslava Jánošíková (SVK) | Lenka Šindlerová           | —                  | —                   | —              | —                      |
| ME 1991 | Andrea Gecková (SVK) | Jana Wojtowiczová | Miroslava Jánošíková (SVK) | Pavlína Pěchovičová        | Renáta Groborzová  | Karin Hefková (SVK) | Věra Pelantová | Jarmila Krišková (SVK) |
| ME 1992 | —                    | —                 | —                          | Miroslava Jánošíková (SVK) | Renáta Groborzová  | Karin Hefková (SVK) | —              | Renáta Groborzová      |
| ME 1993 | —                    | —                 | —                          | Michaela Vernerová         | Radka Štusáková    | —                   | —              | —                      |
| ME 1994 | —                    | —                 | Pavlína Pěchovičová        | Michaela Vernerová         | Radka Štusáková    | Renáta Groborzová   | —              | Renáta Groborzová      |
| ME 1995 | —                    | —                 | Pavlína Pěchovičová        | Michaela Vernerová         | Radka Štusáková    | Renáta Groborzová   | —              | —                      |
| ME 1996 | —                    | Jana Wojtowiczová | Pavlína Pěchovičová        | Michaela Vernerová         | Radka Štusáková    | —                   | —              | —                      |
| ME 1997 | —                    | —                 | —                          | Michaela Vernerová         | Radka Štusáková    | —                   | —              | —                      |
|         | –48 kg               | –52 kg            | –57 kg                     | –63 kg                     | –70 kg             | –78 kg              | +78 kg         | Bez rozdílu vah        |
| ME 1998 | —                    | —                 | Michaela Vernerová         | Radka Štusáková            | —                  | —                   | —              | —                      |
| ME 1999 | Vendula Čistá        | —                 | Michaela Vernerová         | Danuše Zdeňková            | Andrea Pažoutová   | —                   | —              | —                      |
| ME 2000 | —                    | —                 | Michaela Vernerová         | Danuše Zdeňková            | —                  | —                   | —              | —                      |
| ME 2001 | —                    | —                 | Michaela Vernerová         | Radka Štusáková            | Andrea Pažoutová   | —                   | —              | —                      |
| ME 2002 | —                    | —                 | Michaela Šoukalová         | Danuše Zdeňková            | Andrea Pažoutová   | —                   | —              | —                      |
| ME 2003 | —                    | Simona Swaczynová | Michaela Šoukalová         | Danuše Zdeňková            | Andrea Pažoutová   | —                   | —              | —                      |
| ME 2004 | —                    | —                 | Michaela Šoukalová         | Danuše Zdeňková            | Andrea Pažoutová   | Alena Eiglová       | —              | —                      |

| Turnaj          | –48 kg | –52 kg       | –57 kg             | –63 kg          | –70 kg         | –78 kg           | +78 kg |
| --------------- | ------ | ------------ | ------------------ | --------------- | -------------- | ---------------- | ------ |
| ME 2005         | —      | —            | Michaela Šoukalová | —               | Andrea Pokorná | —                | —      |
| ME 2006         | —      | —            | —                  | —               | Andrea Pokorná | Alena Eiglová    | —      |
| ME 2007         | —      | Lucie Chytrá | —                  | Klára Coufalová | —              | Alena Eiglová    | —      |
| ME 2008         | —      | —            | —                  | —               | Andrea Pokorná | Alena Eiglová    | —      |
| ME 2009         | —      | —            | —                  | —               | —              | —                | —      |
| ME 2010         | —      | Lucie Chytrá | —                  | —               | —              | —                | —      |
| ME 2011         | —      | Lucie Chytrá | —                  | —               | —              | Alena Eiglová    | —      |
| ME 2012         | —      | —            | —                  | —               | —              | Alena Eiglová    | —      |
| ME 2013         | —      | —            | —                  | —               | —              | —                | —      |
| ME 2014         | —      | —            | —                  | —               | —              | —                | —      |
| EH 2015 ME 2015 | —      | —            | —                  | —               | Alena Eiglová  | —                | —      |
| ME 2016         | —      | —            | —                  | —               | —              | —                | —      |
| ME 2017         | —      | —            | —                  | —               | —              | —                | —      |
| ME 2018         | —      | —            | —                  | —               | —              | —                | —      |
| EH 2019 ME 2019 | —      | —            | —                  | —               | —              | —                | —      |
| ME 2020         | —      | —            | Věra Zemanová      | Renata Zachová  | —              | Alice Matějčková | —      |
| ME 2021         | —      | —            | Věra Zemanová      | —               | —              | —                | —      |